# Johannes Gabalas
Johannes Gabalas (mittelgriechisch Ἰωάννης Γαβαλᾶς; † nach 1250) war ein byzantinischer Magnat, der nach dem Tod seines Bruders Leon Gabalas über Rhodos herrschte.

## Leben
Johannes Gabalas gehörte einer alten Aristokratenfamilie an, die sich bis ins frühe 10. Jahrhundert zurückverfolgen lässt, als eine Anna Gabala mit Stephanos Lakapenos, dem Sohn und Mitkaiser Romanos’ I., verheiratet wurde. Die Familie war in der Folgezeit wenig bedeutend, brachte aber im 11. und 12. Jahrhundert auch eine Reihe höherer ziviler und kirchlicher Amtsträger hervor.
Zwischen Juli 1203 und April 1204 nutzte Johannes’ Bruder Leon das durch die Belagerung und Eroberung Konstantinopels durch die Kreuzfahrer erzeugte Machtvakuum im Byzantinischen Reich, um Rhodos und die benachbarten Kykladen unter ihre Kontrolle zu bringen. In der Folgezeit betrieben sie eine Schaukelpolitik zwischen dem Kaiserreich Nikaia und der Republik Venedig. Nach Leons Tod (um 1240) übernahm Johannes nominell als Gouverneur unter nikäischer Suzeränität die Herrschaft über die Insel. Er bezeichnete sich auf seinen Kupfermünzen als „Herr von Rhodos“; zweifelhaft ist, ob er wie sein Bruder mit kaiserlicher Billigung den Titel Kaisar führte.

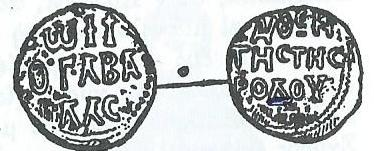
Münze aus der Zeit des Johannes Gabalas

Im Jahr 1248 beteiligte sich Johannes Gabalas an einem Feldzug der nikäischen Truppen gegen das Lateinische Kaiserreich bei Nikomedia. Während seiner Abwesenheit von Rhodos bemächtigten sich die Genuesen der Insel im Handstreich. Kaiser Johannes III. entsandte umgehend eine Streitmacht unter dem Kommando des Pinkernes Johannes Kantakuzenos, der die Insel bis zum Frühjahr 1250 zurückeroberte. Rhodos wurde in eine reguläre Provinz des Kaiserreichs Nikaia umgewandelt, womit die Herrschaft des Johannes Gabalas auch formal zu Ende war. Zeitpunkt und Umstände seines Todes sind unbekannt.